# Paradosso di Easterlin

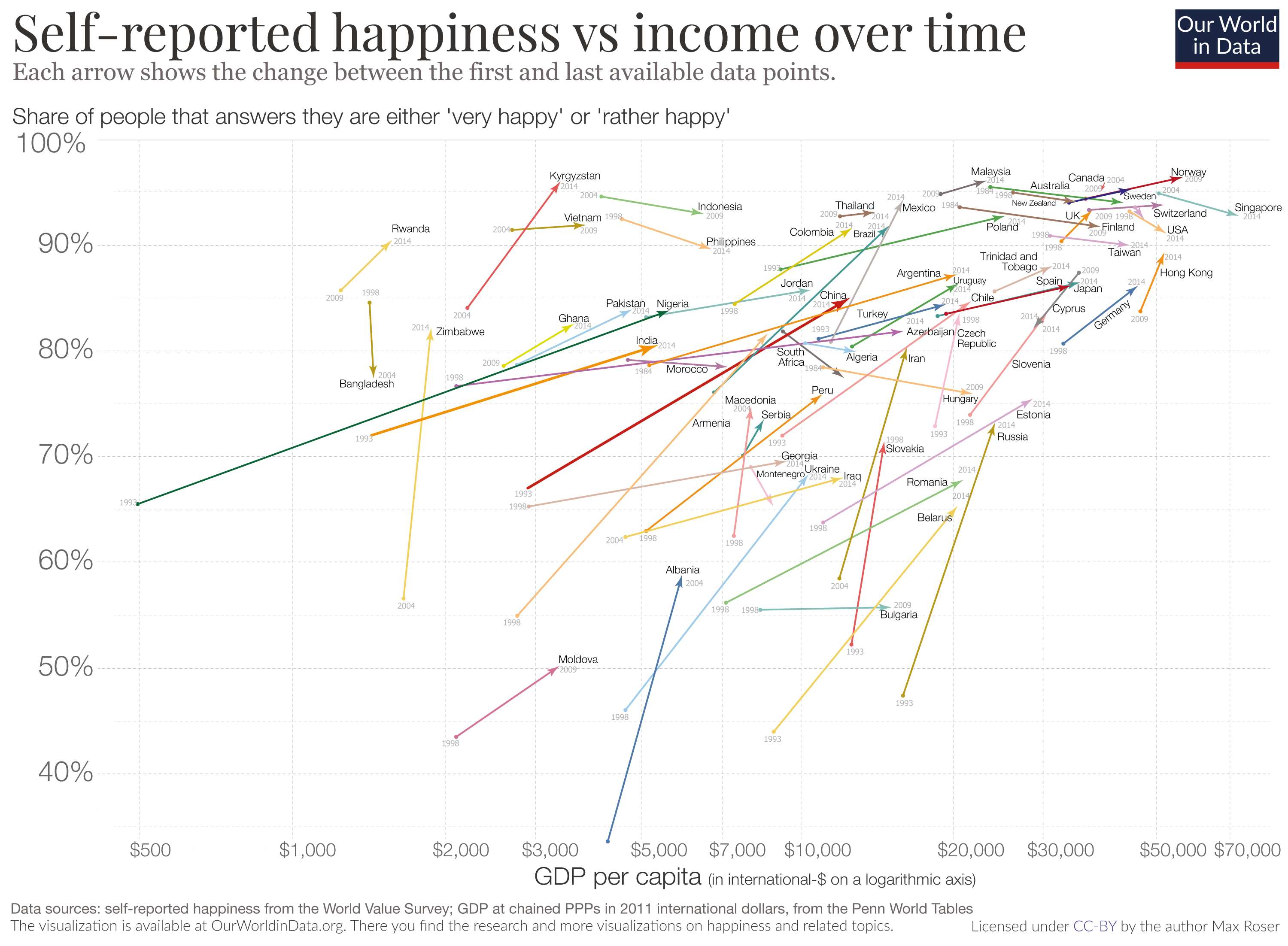
I dati del World Values Survey sono utilizzati per tracciare l'evoluzione dei redditi medi nazionali e della felicità media nazionale nel tempo. In generale, la crescita economica e la crescita della felicità tendono ad andare di pari passo. Alcuni Paesi, in alcuni periodi, registrano una crescita economica senza un aumento della felicità.

Il paradosso di Easterlin (Easterlin Paradox) o paradosso della felicità è una nozione introdotta nel 1974 da Richard Easterlin, professore di economia all'Università della California meridionale e membro dell'Accademia Nazionale delle Scienze, il quale, ricercando le ragioni per la limitata diffusione della moderna crescita economica, concluse che nel corso della vita la felicità delle persone dipende molto poco dalle variazioni di reddito e di ricchezza.
Secondo Easterlin il paradosso consiste nel fatto che, quando aumenta il reddito, e quindi il benessere economico, la felicità umana aumenta fino a un certo punto, ma poi comincia a diminuire, seguendo una curva a forma di parabola con concavità verso il basso. Il paradosso di Easterlin ha contribuito ad ampliare il dibattito sul collegamento tra ricchezza e felicità.

## Riflessioni sociali ed economiche sul paradosso
Il concetto espresso dalla frase «la ricchezza non produce la felicità» è dibattuto fin dai tempi antichi. Già in Aristotele:
ma questa idea si ritrova espressa, seppur in modo diverso, anche nel pensiero economico moderno a partire da quello del filosofo scozzese Adam Smith, considerato fondatore dell'economia politica moderna, che evidenzia come "il figlio del povero (poor man's son) lavora giorno e notte per acquisire talenti superiori ai suoi concorrenti" spinto dall'idea ingannevole (deception) che il ricco sia più felice o possieda "maggiori mezzi per la felicità", ma, in realtà, essendo la capacità di godere dei beni fisiologicamente limitata, l'uomo ricco può consumare poco di più del povero, la cui minor quantità di beni è compensata dalle minori preoccupazioni e dalle migliori relazioni sociali rispetto al ricco che vive continuamente in ansia per i suoi beni, ed invecchia solo e deluso per non aver raggiunto la felicità e per di più invidiato dai suoi concittadini.
Successivamente anche gli economisti Arthur Cecil Pigou (1920), John Kenneth Galbraith (1958) e gli psicologi Brickman e Campbell (1971) avevano messo in evidenza l'utilità limitata del reddito sul benessere della persona o, più in generale, sul benessere sociale.
In seguito all'enunciazione di Easterlin si è sviluppata una vera e propria sezione dell'economia che, traendo spunto anche dalla precedente economia del benessere, ha dato un forte impulso agli studi sulla relazione tra economia e felicità.

## Campo degli studi di Easterlin
Anche se ormai con il termine "Paradosso della felicità" ci si riferisce in senso stretto al paradosso sopra enunciato, i dati raccolti da Easterlin si basavano su auto-valutazioni soggettive della felicità (in cui gli intervistati rispondevano alla domanda: "Nell'insieme, ti consideri molto felice, abbastanza felice, o non molto felice?") ed arrivarono sostanzialmente a evidenziare una correlazione non significativa e "robusta": 
- tra reddito nazionale (PNL) e felicità (cioè i Paesi più poveri non risultano essere significativamente meno felici di quelli più ricchi; tali conclusioni sono state successivamente confutate da altri studi che hanno mostrato in particolare gli effetti "indiretti" sulla felicità di altri fattori generati dalle economie sviluppate quali ad esempio la maggiore stabilità della democrazia, la maggiore tutela dei diritti umani e le migliori condizioni della salute);
- tra reddito e felicità delle persone valutata all'interno di un singolo Paese e in un dato momento (cioè le persone più ricche non sono sempre le più felici);
- tra aumento di reddito e felicità delle persone valutata nel corso della vita delle singole persone (cioè, come sopra anticipato, nella vita delle persone la felicità sembra dipendere molto poco dalle variazioni di reddito e ricchezza).

## Conseguenze
Il paradosso di Easterlin ha messo in crisi l'impostazione mondiale dei mercati indirizzati alla crescita misurata sulla base del PNL / PIL ed ha portato economisti e psicologi ad interrogarsi più approfonditamente su che cosa intendono le persone per "felicità", che cosa le rende "felici"? 
Se, infatti, raggiungere il benessere economico non garantisce una vita felice, il paradosso di Easterlin induce a riflettere su quali obiettivi, quale stile di vita è meglio perseguire e quali sono le prospettive di benessere sociale (welfare) per una società che intenda mettere la persona e i suoi bisogni al centro di ogni decisione pubblica.

## Ipotesi teoriche per la spiegazione del paradosso
Oltre a una criticata spiegazione "fondamentalista" della teoria della personalità sulla determinazione genetica a priori del livello di benessere tipico di ogni individuo, studi economici e psicologici successivi hanno dato differenti spiegazioni del risultato, confermato da indagini empiriche, che le persone non sono in grado di ottimizzare le loro scelte per raggiungere il benessere, né sembrano in grado di imparare dagli errori fatti. 
Lo stesso Easterlin insieme a Daniel Kahneman, Frank ed altri hanno provato a spiegare il paradosso con l'effetto treadmill (tappeto rullante) o rullo edonico, teorizzato da Brickman e Campbell nel 1971, ovvero l'incessante ricerca di qualcosa di meglio , sostenendo che una conseguenza dell'aumento del reddito/ricchezza è da considerarsi come se corressimo inconsapevolmente su un tappeto rullante rimanendo sempre al medesimo punto. 
I principali treadmill effect sono: 
- l'hedonic treadmill, secondo la "teoria dell'adattamento", è il meccanismo per il quale la nostra soddisfazione o il benessere conseguente all'acquisto di un nuovo bene di consumo (per esempio, di automobile berlina al posto della precedente utilitaria), dopo un miglioramento temporaneo ritorna rapidamente al livello precedente;
- il satisfaction treadmill, invece, dipende dall'innalzamento del nostro livello di "aspirazione al consumo" al migliorare del reddito, cioè nonostante la "felicità oggettiva" migliori si richiedono continui e più intensi piaceri per mantenere lo stesso livello di soddisfazione (il livello che segna il confine fra i risultati soddisfacenti e quelli insoddisfacenti) o la stessa "felicità soggettiva" (l'autovalutazione della propria felicità);
- il positional treadmill relativo mette l'accento sugli effetti "posizionali" dei beni di consumo in base ai quali il benessere che traiamo dal consumo dipende soprattutto dal valore relativo del consumo stesso, cioè da quanto esso differisce da quello degli altri con i quali ci confrontiamo.

Altri modelli di spiegazione in particolare di Scitovsky, Hirsch, Bartolini ed altri evidenziano come gli individui, sia a causa di limiti cognitivi, sia a causa dei condizionamenti sociali, hanno difficoltà ad ottimizzare le scelte:
- nel conflitto tra comfort (a bassi costi d'accesso, ma anche rendimenti decrescenti con l'abitudine e alti costi d'uscita a causa dell'assuefazione) e attività stimolanti e creative (con rendimenti crescenti in termini di godimento, ma anche più alti costi d'accesso per la necessità di acquisire capacità di consumo complesse)
- nel conflitto tra beni standardizzati (anonimi, poco stimolanti e di cui ci stanchiamo in fretta) risultato di una produzione sempre più specializzata e gli specifici bisogni e desideri individuali di un "consumo" sempre più "olistico"
- nel "processo di sostituzione" in atto da parte del mercato che spinge l'offerta di costosi sostituti "artificiali" ai beni relazionali e naturali "gratuiti" e quindi la motivazione degli "individui ad accumulare denaro" per far fronte allo sviluppo di una società in cui gratuitamente si possa fare sempre meno e che erode sempre più le risorse [3].

## Ampliamento della categoria dei beni imposto dal paradosso
Quasi tutte le ipotesi per spiegare il paradosso rimandano più o meno direttamente alla necessità "economica" di inserire nell'analisi delle ricchezze un'altra categoria di beni: i beni relazionali (come l'ambito familiare, affettivo e civile della partecipazione alla vita sociale/volontariato e politica della propria comunità).
È interessante osservare che molte ricerche mettono in luce che per i beni relazionali (come ad esempio nel caso del matrimonio, dei figli, degli amici, dell'occupazione lavorativa, della salute) il treadmill dell'adattamento e delle aspirazioni non è totale e la felicità (o infelicità nei casi negativi) pur diminuendo nel tempo rimane comunque più elevata. 
Sarebbe poi, secondo molti, da considerare nell'analisi economica anche il patrimonio ambientale su cui confluiscono gran parte delle "esternalità" negative (inquinamenti di vario tipo e consumo delle fonti non rinnovabili) non conteggiate nel bilancio della logica economica del mercato.
Ci sono cioè dei beni che il denaro non è capace di comprare e spesso sacrificati al fine di conseguire il reddito monetario necessario per acquistare i "beni di consumo" (si pensi al tempo crescente che le attività lavorative rubano alle relazioni familiari e ai rapporti di amicizia).

## Rappresentazione matematica del paradosso
Se indichiamo con F la felicità di un individuo (considerandola una variabile misurabile cardinalmente), con I il reddito (inteso come mezzi materiali), con R i "beni relazionali", e ignoriamo altri elementi importanti, possiamo scrivere:  
F = f(I,R)
possiamo esprimere cioè la felicità come una funzione del reddito individuale e beni relazionali.
Se è vero e ragionevole supporre che l'effetto complessivo del reddito (I) contribuisce direttamente alla felicità soprattutto per bassi livelli di reddito, bisogna anche considerare che, dopo aver superato una certa soglia, questo può diventare negativo poiché l'impegno per aumentare il reddito (assoluto o relativo) può produrre sistematicamente effetti negativi sui beni relazionali, sulla qualità e quantità delle nostre relazioni (ad esempio a causa delle risorse eccessive che impieghiamo per aumentare il reddito e che sottraiamo ai rapporti umani), e quindi, indirettamente, potrebbe smorzare, o addirittura ribaltare l'effetto totale diminuendo la felicità.
Le diverse ipotesi prima illustrate, insieme ai nostri limiti cognitivi e ai condizionamenti sociali spiegano perché inconsapevolmente non ci comportiamo razionalmente e superiamo il punto critico.

## Soluzioni
Una delle macroconclusioni sembra essere quindi che ricchezza (o utilità) e felicità (o benessere sociale) non sono la medesima cosa, perché per essere più felici non basta cercare di aumentare l'utilità (prodotti, beni, servizi), bensì, almeno in maniera prevalente, è necessario addentrarsi nella sfera della relazione tra le persone.
Tra le tante soluzioni proposte, lo stesso Easterlin suggerisce che, poiché ciascun individuo possiede un certo ammontare di tempo da allocare tra diversi domini monetari e non (quali reddito e beni materiali, famiglia, stato di salute, lavoro, stabilità emotiva, autodisciplina) per aumentare la propria felicità, sarebbe meglio destinare il tempo a quei domini in cui l'adattamento edonico e il confronto sociale sono meno importanti, ad esempio nei beni relazionali o "beni non posizionali".
Recentemente Killingsworth, Kahneman e Mellers sostengono di aver risolto il paradosso . Il punto cruciale è una possibile violazione dell'assunto di omogeneità del campione. Gli autori portano un esempio: se si proponesse un test, pensato per misurare il grado di demenza, a persone che non presentano demenza, quasi tutte queste persone otterrebbero lo stesso punteggio nel compito più difficile, ma vi sarebbe un effetto soffitto, non sarebbero sufficientemente discriminate in quanto a performance perché il compito (pensato per persone con demenza) sarebbe troppo facile per loro. Occorrerebbe separare le persone con demenza dalle persone senza.
Il compito utilizzato per misurare il rapporto tra reddito e benessere potrebbe avere lo stesso problema: non vi è omogeneità tra il campione. Forse si stava studiando la diminuzione della infelicità più che l'aumento di felicità, non discriminando però tra persone estremamente infelici e persone normalmente felici. Analizzando di nuovo i dati di un lavoro di Kahneman e Deaton  questi autori evidenziano che l'aumento di benessere all'aumentare del reddito si ferma solo per 20% della distribuzione campionaria, mentre aumenta costantemente anche per soglie di reddito molto più alte rispetto a quelle analizzate da Kahneman e Deaton.